# Карагайское сельское поселение (Республика Алтай)
Карагайское се́льское поселе́ние — муниципальное образование в Усть-Коксинском муниципальном районе Республики Алтай Российской Федерации.
Административный центр — село Карагай.

## История
Статус и границы сельского поселения установлены Законом Республики Алтай от 13 января 2005 года № 10-РЗ «Об образовании муниципальных образований, наделении соответствующим статусом и установлении их границ»

## Население
| 2010 | 2011 | 2012 | 2013 | 2014 | 2015 | 2016 |
| ---- | ---- | ---- | ---- | ---- | ---- | ---- |
| 808  | ↗810 | ↗815 | ↗847 | ↘845 | ↘823 | ↘815 |
| 2017 | 2018 | 2019 | 2020 | 2021 |      |      |
| ↘783 | ↘766 | ↘748 | ↘746 | ↘707 |      |      |

## Состав сельского поселения
| № | Населённый пункт | Тип населённого пункта       | Население |
| - | ---------------- | ---------------------------- | --------- |
| 1 | Карагай          | село, административный центр | ↘446      |
| 2 | Банное           | село                         | ↗332      |
| 3 | Курдюм           | село                         | ↘37       |